# Ранди Шекман
Ранди Уейн Шекман (на английски: Randy Wayne Schekman) е американски биохимик.
Роден е на 30 декември 1948 година в Сейнт Пол в семейството на инженер. Завършва молекулярни науки в Калифорнийския университет, Лос Анджелис, след което през 1975 година защитава докторат в Станфордския университет. Работи в Станфордския университет, а от 1991 година в Медицинския институт „Хауърд Хюз“. През 2013 година получава Нобелова награда за физиология или медицина, заедно с Джеймс Ротман и Томас Зюдхоф, за открития от тях механизъм, регулиращ преноса през секреторните мехурчета в клетките.